# Holònim
Un holònim és una paraula que engloba diversos merònims o parts, és a dir si el referent del mot es pot explicar amb altres mots que en formen part. Per exemple, un arbre és l'holònim de branques, tronc, arrel i fulles, que són els seus merònims. La relació holonímia - meronímia és una relació semàntica d'inclusió segons la lingüística cognitiva, ja que el cervell emmagatzema la paraula globalitzadora i com a part del seu significat, els merònims que la descriuen, que poden ser més complexos i abundants segons el grau de coneixement del mot en qüestió.